# Янушевич Станіслава Антонівна
Станіслава Антонівна Янушевич (нар. 12 березня 1939, село Студениця, тепер Коростишівського району Житомирської області) — українська діячка, лікар акушер-гінеколог, завідувач акушерсько-гінекологічного відділення Черняхівської центральної районної лікарні Житомирської області. Народний депутат України 1-го скликання.

## Біографія
Народилася у селянській родині.
У 1957—1959 роках — студентка Чернівецького медичного училища.
У 1959 році — медична сестра Вашківської центральної районної лікарні Чернівецької області. У 1959—1962 роках — завідувач фельдшерсько-акушерського пункту села Барбівці Вашківського району Чернівецької області. У 1962—1964 роках — медична сестра Чернівецької міської лікарні. З 1964 року — медична сестра дитячих ясел міста Чернівці.
Закінчила Чернівецький державний медичний інститут, акушер-гінеколог.
З 1968 року — лікар акушер-гінеколог, завідувач акушерсько-гінекологічного відділення Черняхівської центральної районної лікарні Житомирської області.
18.03.1990 року обрана народним депутатом України, 2-й тур, 52,90 % голосів, 7 претендентів. До груп, фракцій не входила. Член Комісії ВР України у справах жінок, охорони сім'ї, материнства і дитинства.
Потім — на пенсії.

## Нагороди
- орден «Знак Пошани»
- відмінник охорони здоров'я УРСР